# FK Mjølner
FK Mjølner är en fotbollsklubb i Narvik, Norge. Den bildades 1932 då Støa Mjølner (före 1926: FK Steady 1919 Mjølner) och King Mjølner (före 1921: FK Freidig 1918 Mjølner) slogs samman. Klubben kallades Mjølner fram till 1994, då namnet ändrades till Mjølner-Narvik. I oktober 1997 gick man samman med lokala rivalerna Narvik/Nor. Den sammansatta klubben antog namnet Narvik FK, men 2005 ändrades namnet tillbaka till FK Mjølner.
1972 blev klubben första klubb i Nordnorge att få spela i Norges högsta division. Före 1972 fick klubbar kunde därifrån inte flyttas upp så högt. 1972 och 1989 spelade klubben i Norges högsta division, men åkte ur båda gångerna.
Med undantag för två säsonger FK Mjølner stannade i Norges näst högsta division mellan 1970 och 1991. 1992 hamnade man i andradivisionen. Laget tog sig dock upp, och stannade i tre säsonger innan man åkte ur igen 1995. 1996 och 1997 spelade man i 2. divisjon (tredjenivån) in 1996 and 1997, slogs sedan samman med Narvik/Nor, och fortsatte spela i den divisionen som Narvik FK fram till 2001, då man åkte ner till tredjedivisionen (nivå 4). Efter en säsong där flyttades man upp igen. 2004 åkte man återigen ur serien, och 2005 startade man säsongen som FK Mjølner igen.
Klubben har vunnit nordnorska mästerskapet i fotboll rekordmånga 13 gånger, då FK Mjølner vann nio gånger, och Narvik/Nor fyra.

### Fotnoter
1. 1 2 3  Ole Petter Pedersen. ”Fotballklubben Mjølner”. Store norske leksikon. https://snl.no/Fotballklubben_Mj%C3%B8lner. Läst 22 oktober 2023.